# 增海
增海（1719年—1773年），愛新覺羅氏，字號不詳，清朝左翼正藍旗遠支宗室第十二族弘字輩。清朝政治人物。

## 生平
乾隆五年，由閑散授三等藍翎侍衞。十七年，升二等侍衛。十八年，充侍衛班領。二十二年，授吉林副都統兼署伯都訥副都統。二十八年正月，調寧古塔副都統。三十三年三月，擢廣州將軍。三十四年正月，調福州將軍。二月，因前在廣州將軍任內派員解馬赴滇沿途滋擾，部議降調，獲乾隆帝加恩寬免。十月，調署伊犁將軍。十一月，授理藩院尚書。三十五年，授黑龍江將軍。三十七年，調盛京將軍。三十八年五月，卒。諭曰：「盛京將軍增海曆練老成，屢膺統轄重寄，辦事實心」。加恩贈太子太保，諡勤果。